# Valeria Lima
Valeria Luján Lima Figueiras (Rosario, 8 de julio de 1980) es una cantante uruguaya de tango.

## Trayectoria
A los 6 años realizó su primera presentación en la ciudad de Colonia Valdense. A partir de allí desarrolló una extensa trayectoria dentro del departamento de Colonia, siendo frecuentemente convocada para participar de festivales, fiestas populares y otras manifestaciones culturales. En 1995 representó a Colonia en el certamen «Buscando la voz del tango para Japón», organizado por Donato Racciatti. En 1996 fue invitada a participar en la tercera Cumbre Mundial del Tango, realizada en Uruguay y en el Primer Festival Latinoamericano de Folklore Juvenil en Chile.[cita requerida]
En 1998 ganó el concurso «Nuevas voces, viva el tango», en el marco del festival internacional «Viva el Tango» organizado por Joventango.
Fue invitada a participar en el Festival Concepción Tango 2000 en Concepción del Uruguay, Entre Ríos y en la 5ª Cumbre Mundial del Tango en Rosario, Santa Fe. Actuó durante un año en el Café Sorocabana de Montevideo.
En 2002 ganó el concurso «Casting, el desafío», organizado por Teledoce, siendo la participante más votada y la favorita del público.
En marzo de 2003 viajó a Europa, donde se presentó en Barcelona, actuando como invitada en el Festival de Danza Clásica y de Salón de Cataluña.
En marzo de 2004 lanzó su primer disco compacto. A mediados de ese año fue convocada por la Orquesta Filarmónica de Montevideo para ser parte del espectáculo «Galas de Tango».
En 2005 cantó en la ceremonia de cambio de mando presidencial llevada a cabo el 1º de marzo en el Palacio Legislativo. En agosto de 2005 participó en Buenos Aires en el certamen Hugo del Carril, obteniendo el primer premio.
En 2008 lanzó su segundo disco, Libre, con la dirección de Julio Frade. Este álbum de 14 temas, en su mayoría tangos clásicos, también incluye temas de otros géneros como Para el 2000, murga con ritmos de candombe (con la participación del murguista Freddy «Zurdo» Besio) y Tonada del viejo amor, tema tradicional del folclore argentino, de autoría de Jaime Dávalos y Eduardo Falú.
En 2014 lanzó su tercer disco, Setiembre, que fue presentado en el Teatro El Galpón en Montevideo, Uruguay con Franco Polimeni en piano, dirección y arreglos musicales, Miguel Trillo en bandoneón, Cono Castro en contrabajo, Matías Craciun en violín y Pablo Leites en percusión el 30 de junio de 2014.

## Discografía
- Valeria Lima (2004)
- Libre (2008)
- Setiembre (2014)

## Premios
- Concurso Nuevas voces, viva el tango en 1998.
- Concurso Casting, el desafío en 2002.
- Primer Premio en el Certamen «Hugo del Carril».